# 결정 분석
결정 분석 또는 의사결정 분석(Decision analysis, DA)은 공식적인 방식으로 중요한 결정을 처리하는 데 필요한 철학, 방법론 및 전문 실무로 구성된 분야이다. 의사결정 분석에는 결정의 중요한 측면을 식별하고, 명확하게 표현하고, 공식적으로 평가하기 위한 많은 절차, 방법 및 도구가 포함된다. 잘 구성된 결정 표현에 최대 기대효용 공리를 적용하여 권장되는 조치 과정을 규정한다. 그리고 결정의 공식적인 표현과 그에 따른 권장 사항을 의사결정자와 기타 기업 및 기업 외부 이해관계자를 위한 통찰력으로 변환한다.

## 같이 보기
- 선택
- 의사결정 지원 시스템
- 결정 이론
- 마이크로모트